# Renauldia hildebrandtielloides
Renauldia hildebrandtielloides är en bladmossart som beskrevs av C. Müller in Renauld och Jules Cardot 1891 [1892. Renauldia hildebrandtielloides ingår i släktet Renauldia och familjen Pterobryaceae. Inga underarter finns listade i Catalogue of Life.